# Vyasa
Vyasa (Sanskrit व्यास vyāsa m. „Ordner“), auch Vedavyasa („Ordner der Veden“) war ein mythischer Weiser, der als Ordner und Redaktor wichtiger altindischer Schriften gilt und der den Vedanta begründet haben soll.

## Familie
Vyasa war der illegitime Sohn des Rishi Parashara und der Satyavati. Wegen seiner dunklen Hautfarbe und da er auf einer Insel im Fluss Yamuna geboren wurde, wird er auch Krishna Dvaipayana (»Dunkler Inselgeborener«) genannt. Obwohl er in yogischer Zurückgezogenheit lebte und geschlechtlichen Verkehr mied, zeugte er mit Ambika und Ambalika, den kinderlosen Witwen seines Halbbruders Vichitravirya, die Söhne Dhritarashtra und Pandu.

## Werke
Im Hinduismus gilt Vyasa als Ordner der Veden und als Autor des indischen Heldenepos Mahabharata. Der Weise Narada vermittelte ihm den Inhalt der Bhagavatapurana. Er soll auch die Puranas geordnet und den Vedanta begründet haben. Da diese Schriften aus verschiedenen Epochen stammen, kann es sich nicht um ein und dieselbe Person handeln, obschon dies manchmal behauptet wird. In den Puranas werden zudem über 28 Vyasa unterschieden, die als kleinere Avatare von Vishnu oder Brahma gelten.